# ターライシュヴァイラー＝フレーシェン
ターライシュヴァイラー＝フレーシェン (独: Thaleischweiler-Fröschen) はドイツ連邦共和国 ラインラント＝プファルツ州ズュートヴェストプファルツ郡の市。ターライシュヴァイラー＝フレーシェン連合自治体 (独: Verbandsgemeinde Thaleischweiler-Fröschen) の行政庁所在地となっている。
プファルツの森の西端、ピルマゼンスの北約7kmに位置する。